# سواک خانگیان
سواک خانگیان (ارمنی: Սևակ Խանաղյան؛ زاده ۲۸ ژوئیه ۱۹۸۷) خواننده اهل ارمنستان است. وی در یوروویژن ۲۰۱۸ نماینده ارمنستان بود.

## زندگینامه
وی در ۲۸ ژوئیهٔ ۱۹۸۷ در متساوان به دنیا آمد.